# Jordan Reyne

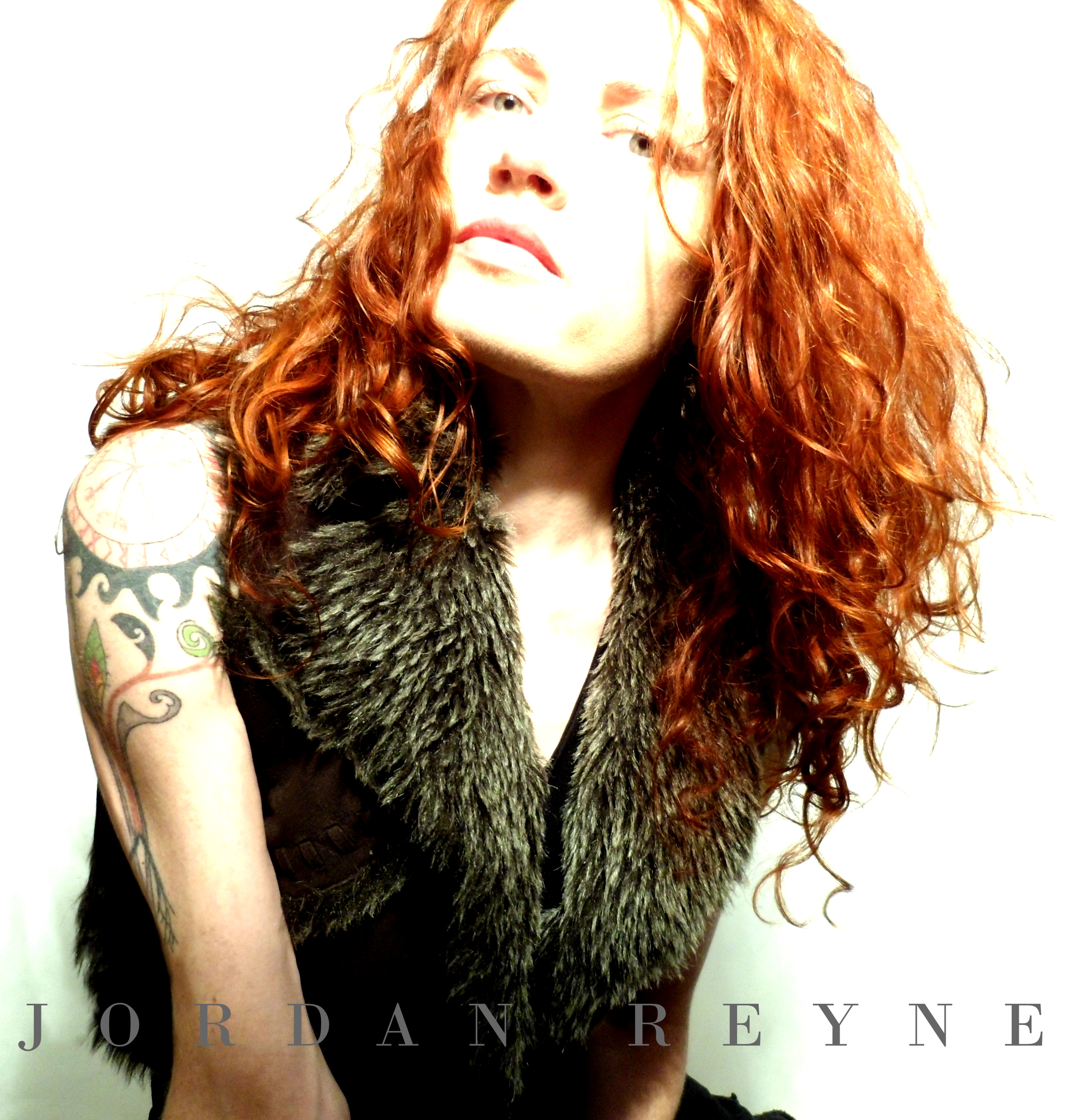
Jordan Reyne

Jordan Reyne (* 1974 in England, Vereinigtes Königreich) ist eine neuseeländische experimentelle Musikerin. Reynes Stil wurde verschiedentlich als „industrial-tinged Folk“ und „antipodischer Steampunk“ beschrieben. So kombiniert sie meistens die zwei grundverschiedenen Musikgenres Folk und Industrial, wobei sie mit keltisch-melodischer Stimme historische Geschichten erzählt und mit „Klängen von Dampf, Eisen und Industrie“ kombiniert. Mehrere ihrer Veröffentlichungen spielen in der Zeit der industriellen Revolution.

## Leben
Reyne ist in einer abgeschiedenen Gemeinde rund 30 Kilometer südlich von Westport an der Westküste der Südinsel Neuseelands aufgewachsen. Als Jugendliche zog sie in den Norden Neuseelands, wo sie Software-Engineering am „Central Institute of Technology“ in Wellington studierte. Später studierte sie in Auckland Philosophie an der „University of Auckland“. Im Anschluss wanderte sie 2006 nach Deutschland aus und zog 2011 nach Großbritannien. Seit 2017 wohnt sie im polnischen Toruń.
Reyne wurde drei Mal für die New Zealand Music Awards nominiert und hat sechs Langspielalben herausgebracht, darunter mehrere, die mit Unterstützung der Stiftung „Creative New Zealand“ des neuseeländischen Kunstrates „New Zealand Arts Council“ produziert wurden. Das „Arts Council and Department of Conservation“ initiierte und unterstützte Jordans Album „How the Dead Live“ (2009), das inhaltlich die Ankunft der ersten Pionierin in Neuseeland aus London im Jahr 1874 behandelt. Ihre jüngste Veröffentlichung „Children of a Factory Nation“ (2012) reiht sich in diese Zeit der Geschichte ein. Es erzählt die historisch belegten Geschichte einer walisischen Familie aus der Nähe von Cardiff in den 1880er Jahren, die sich nach dem Tod des Vaters auf See in Arbeitshäusern in London zerstreuten.
Unter dem Namen „Dr Kevorkian & the Suicide Machine“ trat Reyne in der Zeit zwischen 1999 und 2005 live auf. Ebenso sind zwei ihrer Alben unter diesem Namen erschienen, die die Aufmerksamkeit der internationalen Darkwave- und Steampunk-Szene auf sich zogen und Reyne anspornten, 2006 nach Deutschland zu ziehen. Reynes Musikstil ist gleichermaßen in der Darkfolk-, Industrial- und Gothic-Szene angesiedelt wie auch in neuseeländischer Electronic-Musik, so zum Beispiel den Projekten Strawpeople, Zane Lowe’s Breaks Co-op Project, Baitercell und Schumacher. Des Weiteren ist ein gemeinsamer Song zwischen Reyne and Johnny Chrome entstanden, der auf dem „25th Anniversary Album“ von Café del Mar veröffentlicht wurde. Für die Szene von Theodreds Beerdigung im zweiten Film der „Herr der Ringe“-Trilogie von Peter Jackson hat sie ein Lied eingesungen; die Beerdigungsszene wurde allerdings nicht für den Film verwendet.

## Diskografie
- 1997: Birds of Prey, Lost Records, New Zealand
- 2000: The Ironman, Universal Music, New Zealand – als „Dr Kevorkian & the Suicide Machine“
- 2002: The Loneliest of Creatures, DDV Laboratories/Mediatrix, New Zealand – als „Dr Kevorkian & the Suicide Machine“
- 2004: Passenger, Jayrem Records/Mediatrix, New Zealand
- 2009: How the Dead Live, Sounz, New Zealand
- 2011: Children of a Factory Nation, Factory Nation/Believe Digital UK
- 2013: The Annihilation Sequence, Factory Nation (UK)
- 2014: Crone, Factory Nation (UK)
- 2015: Mother, Factory Nation (UK)
- 2015: Maiden, Factory Nation (UK)
- 2018: Bardo